# John Morley
John Morley, 1. vikomt Morley z Blackburnu (24. prosince 1838 Blackburn – 23. září 1923 Londýn) byl britský liberální politik, spisovatel a novinář. V letech 1886 až 1914 vykonával řadu významných politických funkcí, vládu opustil na protest proti vstupu Velké Británie do 1. světové války. Z jeho literárního díla se největšího uznání dočkal třídílný Život Williama Ewarta Gladstonea (The Life of William Ewart Gladstone, 1903).